# Bolinichthys indicus
Espèce
Bolinichthys indicus (anciennement Lepidophanes indicus) est un poisson Myctophiformes.

## Référence
- Nafpaktitis & Nafpaktitis : Lanternfishes (family Myctophidae) collected during cruises 3 and 6 of the RV Anton Bruun in the Indian Ocean. Science Bulletin of the Natural History Museum, Los Angeles County 5 pp 1-79.